# Семистрельная икона
Семистре́льная ико́на Бо́жией Ма́тери — почитаемая в Русской православной церкви икона Богородицы. Празднование иконе совершается 13 (26) августа.
Первообраз иконы происходит из Тошенской Иоанно-Богословской церкви в окрестностях Вологды на берегу реки Тошни. По преданию, икона была обретена крестьянином Кадниковского уезда, который нашёл её на колокольне церкви, где по ней ходили, принимая за доску. Особенно икона прославилась в 1830 году, когда в Вологде свирепствовала холера. После 1917 года икона исчезла из Иоанно-Богословской церкви.
В настоящее время икона находится в Свято-Лазаревской церкви в Вологде. В этом храме икона стала находиться с 1945 года, после Великой Отечественной войны.
Икона имеет древнее происхождение (в изданиях XIX века указывается, что ей не менее 500 лет). Образ был написан на холсте, наклеенном на доску, что позволяет датировать его XVIII веком (возможно, он был сделан с неизвестного образа XVII века). Богородица изображена пронзённой семью стрелами.
Иконография сходна с иконой Богородицы «Умягчение злых сердец» или «Симеоново проречение», которая имеет свои особенности — по три меча (стрелы) располагаются слева и справа от Богородицы и один снизу. Обе иконы в настоящее время считаются разновидностями одного иконографического типа.
Верующие просят перед образом о примирении враждующих и избавления от жестокосердия.

## Богородичные иконы сходной иконографии
- Умягчение злых сердец или Симеоново проречение
- Страстная икона «И тебе самой душу пройдёт оружие»